# Знак «Гвардия»
Нагрудный знак «Гва́рдия» был учреждён 21 мая 1942 года Указом Президиума Верховного Совета СССР «О введении для военнослужащих гвардейских частей и соединений Красной армии и Военно-морского флота гвардейских военных званий». Автор рисунка знака — художник С. И. Дмитриев.
Знак «Гвардия» выдавался военнослужащим воинских частей, соединений и объединений Вооружённых сил СССР, преобразованных в гвардейские, также его изображение размещалось на знамёнах этих подразделений. В подразделениях Военно-морского флота СССР долгое время использовался собственный вариант гвардейского знака, предложенный Б. М. Хомичем.
Советский гвардейский знак прекратил своё существование в связи с распадом СССР. В гвардейских частях некоторых государств на постсоветском пространстве он сохранился в изменённом виде.

## Предыстория
Начало формированию гвардейских подразделений в Рабоче-крестьянской Красной армии было положено в начале августа 1941 года: именно в этот период времени в войсках были созданы первые гвардейские миномётные полки. Несмотря на это, «днём рождения» советской гвардии считается 18 сентября 1941 года: в этот день по решению Ставки Верховного Главнокомандования приказом Народного комиссара обороны СССР от 18 сентября 1941 года № 308 четырём стрелковым дивизиям Рабоче-крестьянской Красной армии — 100-й, 127-й, 153-й и 161-й — «за боевые подвиги, за организованность, дисциплину и примерный порядок» были присвоены почётные наименования «гвардейские», также они были переименованы и преобразованы в 1-ю, 2-ю, 3-ю и 4-ю гвардейские соответственно.
В дальнейшем в ходе войны многие прошедшие бои части и соединения Рабоче-крестьянской Красной армии были преобразованы в гвардейские. Так, к концу войны советская гвардия включала 11 общевойсковых и 6 танковых армий; 1-конно-механизированную группу; 42 стрелковых, 7 кавалерийских, 12 танковых, 9 механизированных и 13 авиационных корпусов; 124 стрелковых, 10 воздушно-десантных, 17 кавалерийских, 6 артиллерийских и 62 авиационных дивизий; большое количество частей различных видов и родов войск Вооружённых сил, а также 34 корабля.

## История

### Разработка и учреждение

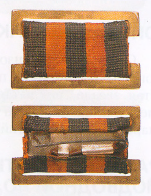
Гвардейский знак ВМФ СССР, вариант для командного и начальствующего состава. Принадлежал капитану 2-го ранга (впоследствии контр-адмиралу) А. М. Гущину, командиру (1941—1942) крейсера «Красный Кавказ»

После появления гвардейских подразделений встал вопрос о выделении солдат и офицеров, проходящих в них службу. Поскольку введение особой гвардейской формы на тот момент не представлялось возможным, было принято решение учредить специальный нагрудный знак. 12 апреля 1942 года разработка знака была поручена художнику Сергею Ивановичу Дмитриеву, впоследствии также принимавшему участие в разработке проекта ордена Отечественной войны. Уже 18 апреля он представил несколько проектных рисунков. Некоторые из эскизов предполагали размещение на знаке рельефного изображения В. И. Ленина.
При ознакомлении с эскизами И. В. Сталин отдал предпочтение одному из проектов с изображением Ленина, однако предложил заменить портрет вождя Октябрьской революции надписью «Гвардия». Такое решение было принято отчасти из соображений практичности: как отмечал исследователь фалеристики Б. В. Айрапетян, изображение Ленина «со временем стиралось бы и превращалось во что-то не очень понятное, а слово „Гвардия“, залитое эмалью, сохранялось бы практически без изменений».
Знак был учреждён Указом Президиума Верховного Совета СССР от 21 мая 1942 года «О введении для военнослужащих гвардейских частей и соединений Красной Армии и Военно-Морского Флота гвардейских военных званий».
Позднее, когда появились первые ударные армии, некоторое время рассматривался вариант создания специального знака и для них. Проектный знак представлял собой венок, сплетённый из дубовых с правой стороны и лавровых с левой листьев, в центре которого были изображены скрещенные карабин и пистолет-пулемёт с наложенной красной звездой с аббревиатурой «СССР». Впоследствии от идеи создания такого знака отказались, поскольку ударных армий было всего пять, а эскиз не отвечал требованиям момента. Б. В. Айрапетян также связывает это решение с тем, что проект перекликался с немецкими нагрудными знаками за участие в атаках.

#### Гвардейский знак для ВМФ
Несмотря на то что знак «Гвардия» был учрежден как единый, руководством Военно-морского флота СССР было принято решение учредить свой собственный гвардейский знак. Капитан 2-го ранга Борис Михайлович Хомич, занимавший должность начальника организационно-строевого управления Народного комиссариата Военно-морского флота СССР и впоследствии принимавший участие в разработке проектов орденов Ушакова и Нахимова, предложил использовать прямоугольную пластину, обтянутую чёрно-оранжевой «гвардейской» лентой, а также использовать последнюю на бескозырках матросов. Народный комиссар ВМФ Н. Г. Кузнецов приказом № 142 «Об установлении гвардейского Военно-морского флага, особого нагрудного знака и особой ленты к фуражке» от 19 июня 1942 года утвердил эти знаки отличия.

### Изготовление

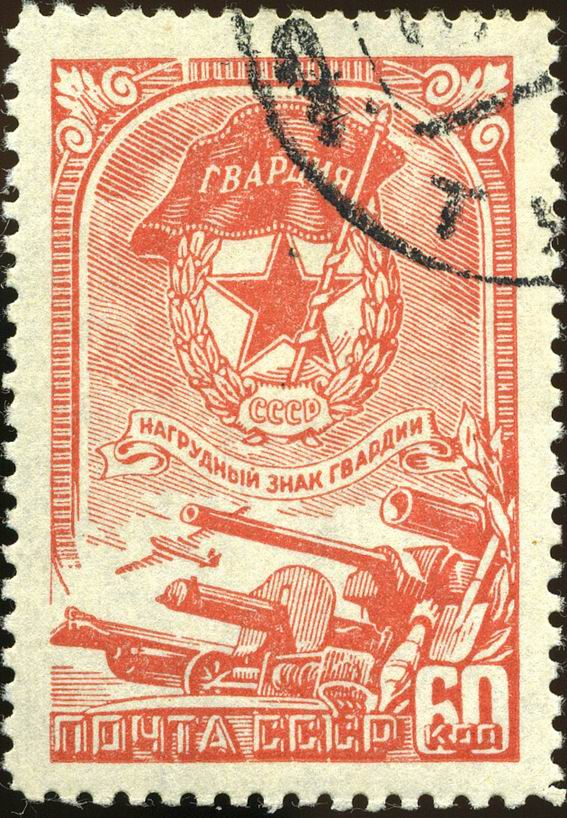
Изображение знака на советской почтовой марке 1945 года. Рисунок И. И. Дубасова

Первоначально знаки «Гвардия» изготовлялись на Щербинском штамповочно-механическом заводе Народного комиссариата путей сообщения (НКПС) СССР. Это объяснялось тем, что генерал-лейтенант А. В. Хрулев, в этот период руководивший Главным управлением тыла РККА, также являлся народным комиссаром путей сообщений. По мере роста числа гвардейских подразделений количество предприятий, занимавшихся изготовлением знаков, увеличивалось; к производству были подключены, в частности, Штамповочное эмальерно-гравировальное производство НКПС и московская артель (впоследствии завод) «Победа».
Образцы знаков, изготавливавшихся на разных предприятиях, имели некоторые различия, что повлекло за собой появление большого количества вариантов знака, отмечает Б. В. Айрапетян. Так, у гвардейских знаков, изготовлявшихся на Щербинском штамповочно-механическом заводе, первоначально полотнище просто заливалось эмалью и было гладким. Позже было решено сделать мелкую насечку, чтобы знамя на знаке выглядело более эффектно. Насечка производилась в виде точек, пунктирных линий, чешуи, в столбик, в шахматном порядке и т. д., уже к концу войны также наносилась насечка, символически обозначавшая бахрому знамении, а уже после её окончания появился вариант знака, произведённый на эмальерной фабрике Московского товарищества художников, с реальным изображением бахромы.
Помимо прочего, изготовленные разными предприятиями знаки различались как формой (произведённые на заводах Народного комиссариата путей сообщений имели округлую форму, на эмальерной фабрике Московского товарищества художников — овальную, на заводе Победа — удлинённую), так и цветом наносившейся эмали (от оранжево-красной до тёмно-вишневой).
Со временем происходило упрощение и удешевление производства гвардейских знаков, и, соответственно, менялись и материалы, из которых они изготавливались. От томпака, «горячей» эмали, меди и латуни перешли к лёгким сплавам, алюминию и «холодной» эмали, а в дальнейшем — и к эмалевой краске. Последние образцы изготовлялись с булавочным креплением, в то время как более ранние образцы имели штифтовое.
Изготовлением гвардейского знака для ВМФ занималась эмальерная фабрика Московского товарищества художников; ввиду своей простоты также зачастую изготавливался военнослужащими кустарно. Некоторые образцы (например, партия для Черноморского флота) производились с булавочным креплением.

### Вручение

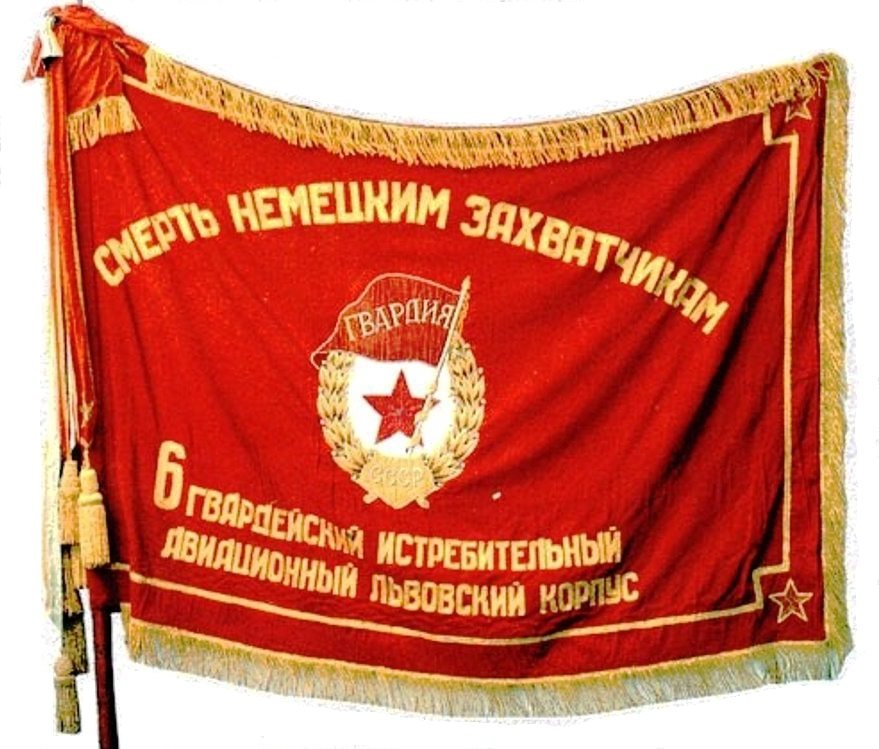
Гвардейское Боевое знамя 6-го гвардейского истребительного авиационного корпуса

Вручение гвардейских знаков в военное время проходило в торжественной обстановке — на общем построении и с выносом знамени подразделения, причём этой чести удостаивались лишь военнослужащие, принимавшие участие в боевых действиях. Получившему знак солдату или офицеру также полагался соответствующий документ, однако в этом вопросе единообразия не было. Запись о выдаче, как правило, заносилась в красноармейскую книжку или удостоверение личности, но нередко и это правило не соблюдалось. В некоторых подразделениях гвардейцам выдавались справки, удостоверения или специальные книжечки, подтверждающие факт вручения знака. После окончания войны практика «посвящения в гвардейцы» продолжала существовать, однако, по мнению Б. В. Айрапетяна, она потеряла свой воспитательный характер и превратилась в формальность.
Имели место случаи, когда лётчикам гвардейского минно-торпедного авиационного полка ВВС Балтийского флота выдавались гвардейские пластины ВМФ, а военнослужащим соседних с ними истребительных гвардейских авиационных полков выдавались обычные знаки. Также зафиксированы прецеденты, когда военнослужащий, проходивший службу в нескольких гвардейских частях, имел несколько гвардейских знаков: так, попавшему после тяжёлого ранения в другое подразделение военнослужащему А. С. Пелинскому он был выдан вторично, а Герой Советского Союза Л. С. Черкас, проходивший службу в трёх гвардейских частях, получал «Гвардию» трижды.
Указ Президиума Верховного Совета СССР от 11 июня 1943 года «Об утверждении образцов Красных Знамён для гвардейской армии и гвардейского корпуса» закреплял размещение изображения-аппликации знака диаметром 60 см на обратной стороне знамён гвардейских подразделений. На знамёнах гвардейских армий рисунок знака обрамлялся изображением дубовых листьев.

#### Временное прекращение и возобновление вручения
Директивой Генерального штаба от 23 декабря 1950 года № 606262 вручение гвардейских знаков с 1 января 1951 года было временно прекращено. Несмотря на это, на местах имели место исключения: например, подполковник (впоследствии генерал-лейтенант) Н. А. Неелов, назначенный в 1951 году начальником штаба полка 2-й гвардейской стрелковой Таманской дивизии, получил «Гвардию» в торжественной обстановке 22 февраля 1952 года.
Возобновлён процесс вручения был лишь через десять лет приказом министра обороны СССР маршала Р. Я. Малиновского от 10 ноября 1961 года № 254. С этого момента знак «Гвардия» стал единым для всех Вооружённых Сил, а знак-пластина, использовавшийся в ВМФ, был упразднён.
3 июля 1982 года вышел приказ № 175 министра обороны СССР маршала Д. Ф. Устинова, в котором предписывалось следующее:

1. Командирам гвардейских частей, кораблей и соединений нагрудный знак Гвардии персонально вручать каждому военнослужащему перед строем личного состава части, корабля в торжественной обстановке. Право ношения нагрудного знака Гвардии сохраняется на время прохождения службы в гвардейских частях, соединениях и на кораблях.

2. Начальнику Центрального вещевого управления Министерства обороны обеспечивать все гвардейские части, корабли и соединения
необходимым количеством нагрудных знаков Гвардии по заявкам военных округов, групп войск и флотов.

3. Считать утратившими силу приказ Народного Комиссара Обороны Союза ССР 1942 года № 167 и приказ Министра обороны СССР 1961 года № 254.

### Упразднение и аналогичные проекты в странах СНГ
Знак «Гвардия» прекратил своё существование после распада Советского Союза в 1991 году; ввиду большой популярности советского гвардейского знака некоторые предприятия продолжили его выпуск. В изменённом виде знак сохранился в гвардейских подразделениях Беларуси и Украины. В России проекты такого рода широкого распространения не получили, однако был создан вариант знака с изображением Георгия Победоносца.

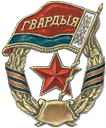
Гвардейский знак Вооружённых Сил Республики Беларусь
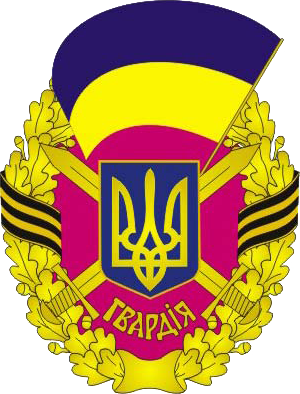
Гвардейский знак Вооружённых Сил Украины
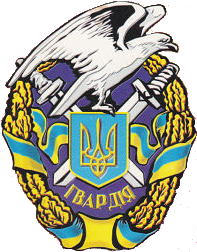
Нагрудный знак Национальной гвардии Украины
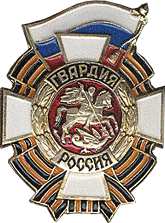
Один из вариантов гвардейского знака Вооружённых Сил Российской Федерации

## Описание

#### Описание общевойскового знака
Знак «Гвардия» представляет собой овальный лавровый венок, верхняя часть которого покрыта развернутым влево от древка красным знаменем. На знамени размещена надпись золотыми буквами: «ГВАРДИЯ». В середине венка, на белом поле, расположена красная пятиконечная звезда. Знамя и звезда имеют позолоченный ободок. Древко знамени перевито лентой: кисти в верхней части древка свисают на правую ветвь венка. В нижней части венка имеется щиток с надписью выпуклыми буквами: «СССР».
Знак металлический и покрыт позолотой. Полотнище знамени и звезда покрыты рубиново-красной эмалью; поле, окаймленное венком, — белой эмалью. Размеры знака по высоте — 46 мм, по ширине — 34 мм.
В середине оборотной стороны знака расположен нарезной штифт с гайкой для прикрепления знака к одежде.

#### Описание гвардейского знака для ВМФ
Военно-морской вариант гвардейского знака представлял собой металлический прямоугольник с боковыми вырезами, сверху и снизу которого расположены два горизонтальных прорезных отверстия, через которые продевалась лента шириной 32 мм, скрепляемая концами на обратной стороне. Рисунок ленты состоял из перемежающихся трёх чёрных и двух оранжевых полос по 6 мм каждая. На оборотной стороне также имелся штифт с резьбой для крепления к одежде.
Размеры знака по высоте — 24 мм, по ширине — 42 мм. Изготавливался из латуни, причём командному и начальствующему составу выдавались экземпляры с золотистым покрытием, а рядовому и старшинскому — с серебристым.

## Ношение
За годы существования знака «Гвардия» вопросы его ношения регулировались различными правовыми актами. Так, 21 июня 1943 года вышел приказ Народного комиссара обороны № 240 «О правилах ношения орденов, медалей, орденских лент, лент медалей и военных знаков отличия военнослужащими Красной Армии», который предписывал ношение знака «при парадной, повседневной и полевой форме одежды» в обязательном порядке. В приказе Министра обороны СССР от 10 ноября 1961 года № 254 отдельно оговаривалось, что право ношения знака сохраняется только во время прохождения службы в гвардейском подразделении. Приказом Министра обороны СССР от 4 апреля 1962 года № 82 «О нагрудных знаках военнослужащих Советской Армии и ВМФ» знак «Гвардия» как общевойсковой был включён в перечень знаков, допустимых к ношению на форме военнослужащих.
Нагрудный знак «Гвардия» носился на парадной и повседневной военной форме одежды с правой стороны первым, и размещался на расстояниях, установленных инструкцией. Крепился с помощью штифтового (в последних образцах — булавочного) крепления.
В годы Великой Отечественной войны и первые послевоенные годы знак носился даже тогда, когда военнослужащий проходил службу в подразделениях, не относящихся к гвардейским, пишет Б. В. Айрапетян. «Более того, нередки были случаи, например, во время войны, когда часть становилась гвардейской, а кто-то убывал к новому месту службы или по ранению. Тогда знак „Гвардия“ вместе с сопроводительным документом пересылался гвардейцу по месту новой службы или в госпиталь», — отмечает исследователь.

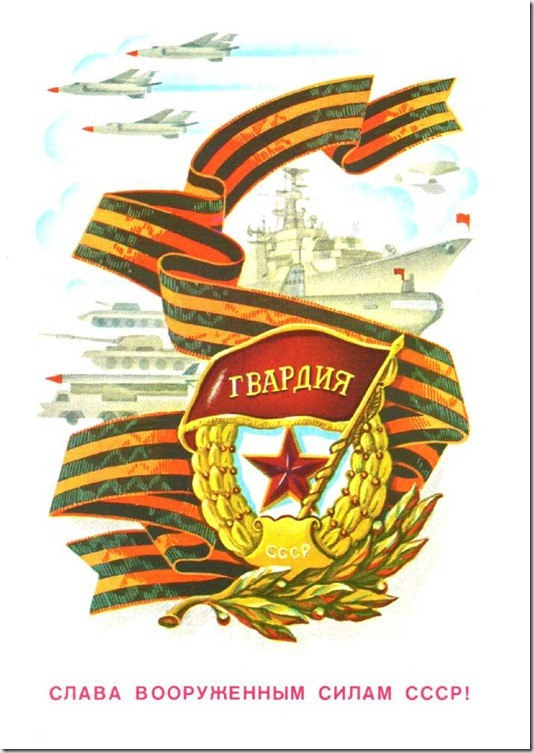
Изображение знака на советской почтовой открытке.
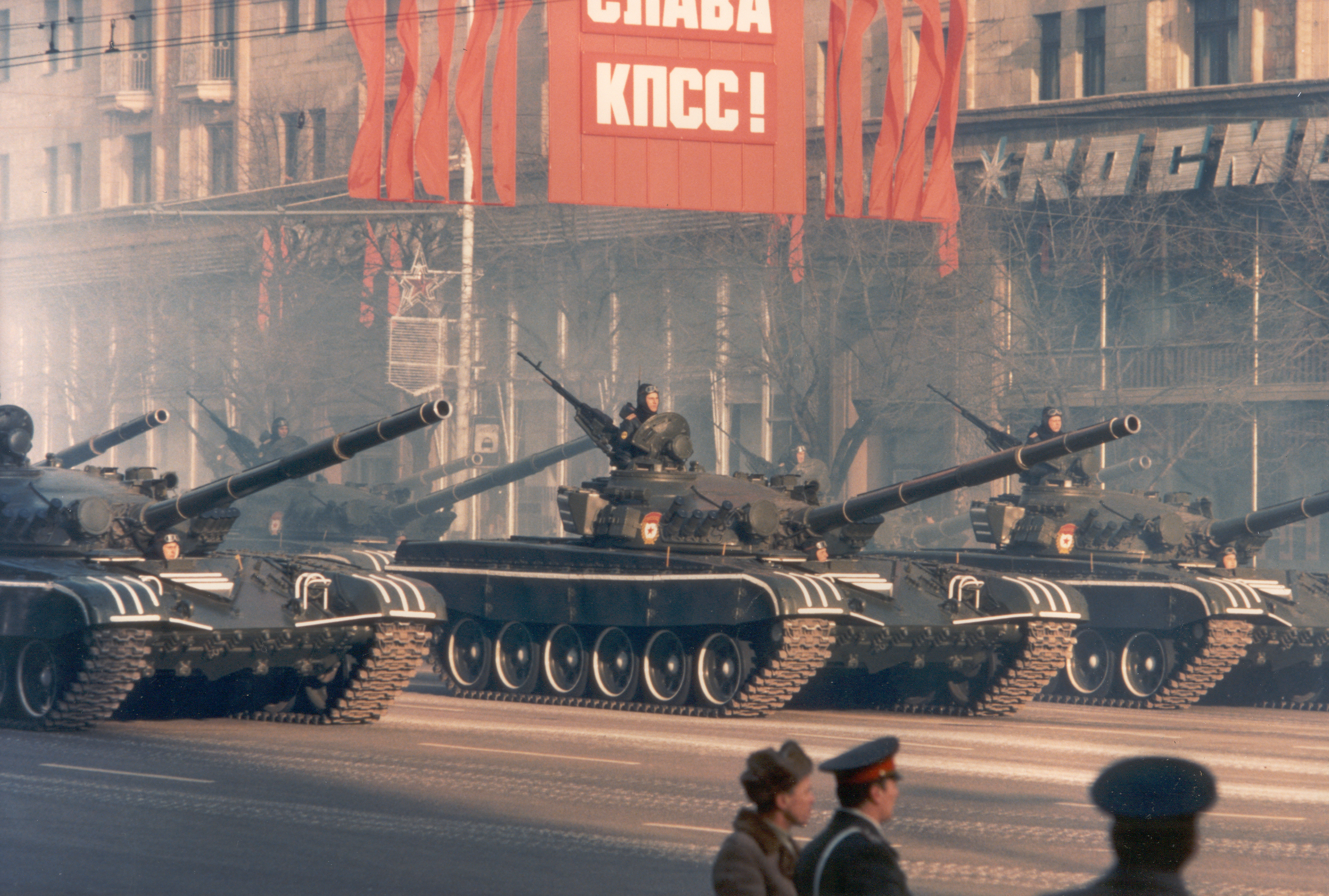
Танки Т-72 на параде в честь 66-й годовщины Октябрьской революции 7 ноября 1983 года. На башнях танков изображён знак «Гвардия», что говорит об их принадлежности к гвардейскому подразделению.
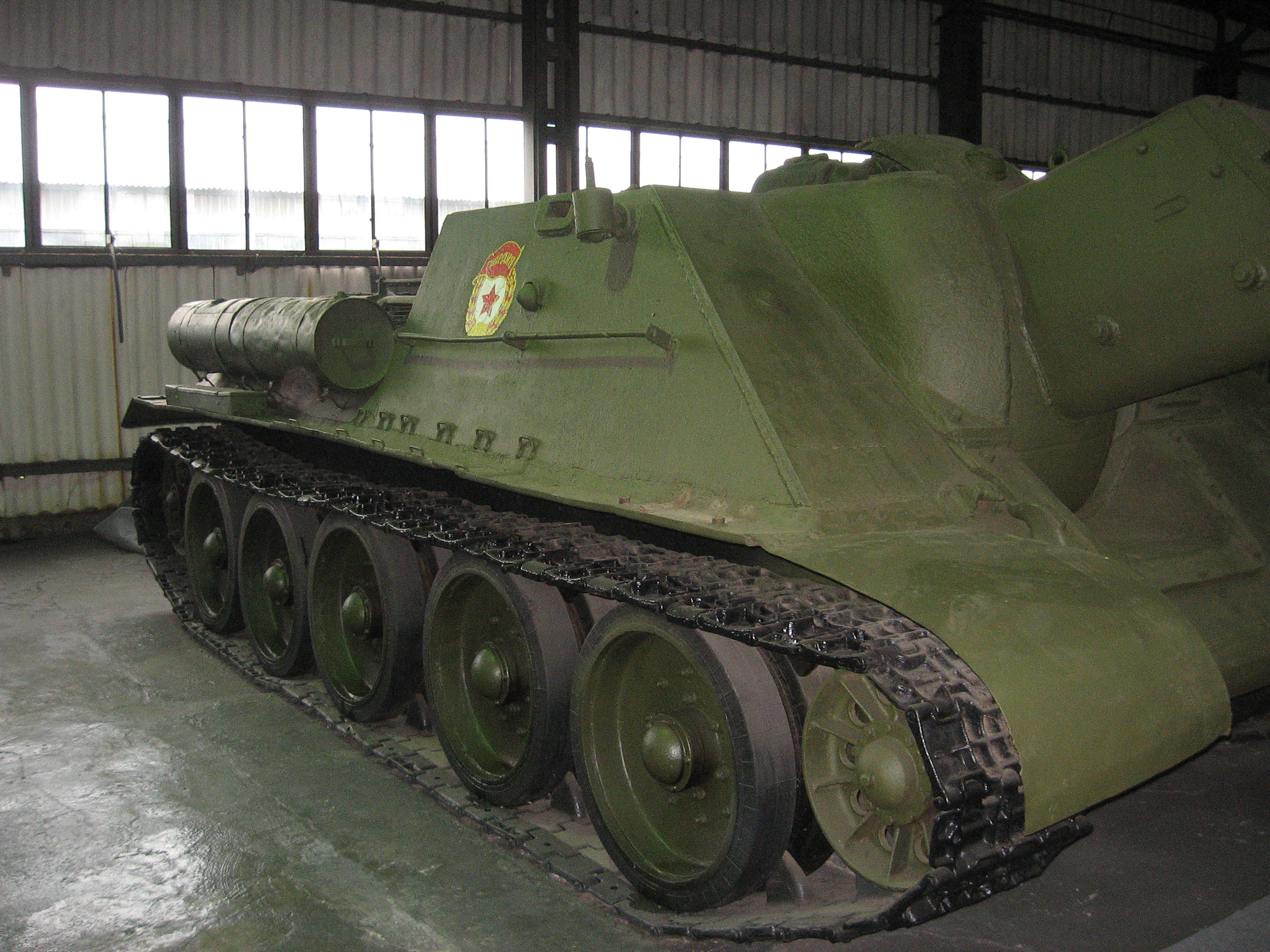
Изображение знака на СУ-122. Бронетанковый музей в Кубинке.